# Buggerru
Buggerru ist eine italienische Gemeinde (comune) mit 1026 Einwohnern (Stand 31. Dezember 2023) in der Provinz Sulcis Iglesiente auf Sardinien. Die Gemeinde liegt etwa 28,5 Kilometer nordnordwestlich von Carbonia und etwa 14,5 Kilometer nordwestlich von Iglesias direkt am Mittelmeer.

## Nachbargemeinden
Buggerrus Nachbargemeinden sind Fluminimaggiore und Iglesias. Sie liegen in der Provinz Sulcis Iglesiente.

## Verkehr
Die Strada Statale 126 Sud Occidentale Sarda führt auf der östlichen Gemeindegrenze von Porto Sant’Antioco nach Marrubiu.